# Marketingnyelvészet
A közgazdaságtanhoz kötődő marketing és a bölcsészettudományokhoz sorolt nyelvészet a hétköznapi gondolkodás szerint igen távol állnak egymástól, ám alaposabban szemlélve, számos érintkezési területet találhatunk. A két diszciplína találkozási pontján elhelyezkedő marketolingvisztika  marketinges indíttatású, de a nyelvészet eszközrendszerével dolgozik.

## A marketing és a nyelvészet lehetséges kapcsolódási módjai
Veszelszki Ágnes tanulmányában hat elemből álló felsorolást mutat be, melyek természetesen további pontokkal bővíthetőek.
1. Kommunikációs szándék: A figyelem felhívása, az emlékezetben való megmaradás és a vásárlásra ösztönzés (meggyőzés) a szándék. A marketing célja a befolyásolás, meggyőzés, esetleg manipuláció.
2. Retorika: A befolyásolás (meggyőzés) hármas struktúrája:(ethos – a morálra, lelkiismeretre való hatás; pathos – az érzelmekre hatás; logos – racionális argumentáció). Ha viszont a termékek alig különböztethetők meg egymástól, akkor az affektív rábeszélés a célravezető.Vizualitás elemei a kép, a szlogen, a logó és a referenciák.
3. Multimédiás szövegek: A vizualitás és a nyelv egyidejű szerepeltetése (egyszerűsítve: kép és szöveg).
4. Reklámszövegírás: A marketing egyik területének számító reklámszövegírás nyelvi eszköztárral dolgozik.   Kritériumai: A reklámnyelv legyen feltűnő, érdeklődést keltő; legyen érthető; tetszést váltson ki; legyen meggyőző; befolyásolja a fogyasztó magatartását, és lehetőség szerint ösztönözze vásárlásra. Célja: A befogadó akarjon tartozni a »válogatott közönséghez«, akikhez szól a reklám. Ezt kiegészíthetjük azzal, hogy a reklámnak mindig alkalmazkodnia kell a médium (például az újság) stílusához.
5. Márkanév: Neologizmusok és hapax legomenonok a marketingben. „A marketing legfontosabb szabálya a megkülönböztetés". A kiváló reklám két összetevője: az egyediség és a márka.
6. Szaknyelv: Nem létezik még valódi marketing-szaknyelvi szótár. Az angol nyelv kiemelt szerepet játszik ezen a területen (pl.meeting). Hunglish szavak létrejötte. Kiemelt jelentőségűek a betűszók, mozaikszók

## A márkanevekről és a mágikus összetevőkről
A hollywoodi tanácsadók szerint, ha valaki sztár akar lenni, a nevének ideális esetben maximum négy szótagosnak kell lennie.
Már a hatvanas-hetvenes évekre egész tudomány sorakozott fel a márkanévválasztás mögé. Olyan think-tankek szakosodtak a névadásra, mint a Lexikon Branding vagy a Namelab.
Lehet a származási hely is a márkanévadás alapja, ami különösen az alkoholok körében jellemző, elég csak az itthoni Soproni, Borsodi, Kőbányai hármasra gondolnunk, de a Kentucky Fried Chicken is ugyanerre az ideára épül.
A hangzáson felül a jelentésre sem árt odafigyelni, hogy minden országban megfelelő legyen, ahol megjelenik a márka. Mitsubishi a spanyol ajkú országokban nevetségessé vált Pajero modelljével.
A név akkor is problémát okozhat, ha időközben a szó jelentése változik. A Massachusetts állambeli „Gay Head” település eredetileg azt takarta: „vidám fej”.
Mágikus összetevők:
Veszelszki Ágnes tanulmányában kifejti a reklámokban kedvelt "mágikus összetevők" eredetét. Példának hozza a legtöbb kereskedelmi csatornán vetített joghurt reklámban szereplő biffidus essensist, ami egy játékos elnevezése lett az emésztőrendszerben fellelhető baktériumcsoportnak. A német „bifidus essen Sie es?”, azaz magyarra fordítva: ’bifidus, eszi Ön ezt?’ A magyarok viszont kevésbé értették a német szójátékot.
Továbbá kedvelt összetételi vagy szerkezeti elemek a formula, valamint a hiper-,  a mega-, a szuper- , a top-  és az ultra- előtagok.

## Blogszféra
Porkoláb (2016), a blogoszféra nyelvészetével foglalkozó írásában megállapítja, hogy a legutóbbi időkig a nyelvészeti szakirodalom – talán Veszelszki Ágnes kivételével – alig vett tudomást az internet marketing és reklámerejéről. Porkoláb (2016) saját definíciója szerint elsődlegesen nem a formai módok vagy szerzői minőség szerint tagolja a blogoszférát, hanem a profit fogalma alapján. Mindez - szerinte - azzal magyarázható, hogy a blogok, vlogok és a hozzájuk kapcsolódó közösségi oldalak markáns brandekké váltak az elmúlt években. A blogot 2004-ben még, mint „magánírás” (private writing) határozták meg, de ez napjainkra teljesen megváltozott. A blogok szerepe manapság már más: a fiatalok szemléletmódjának és igényeinek formálása.

## Összefoglalás
A piaci szereplés eredményességére törekvő marketingben fontos szerepet kap a kommunikáció elmélete és gyakorlata. A tőlünk szerencsésebb történelmi fejlődésű országokban egyre több marketing ügynökség alkalmaz kognitív nyelvészeket, a tartalomelemzésben is terjed a módszer használata, továbbá a nyelvtechnológia is egyre többet merít a területen felhalmozott tudásból.